# 松本崇寿
松本 崇寿（まつもと たかとし、1991年10月9日 - ）は、日本の総合格闘家、ブラジリアン柔術家、プロレスラー。埼玉県狭山市出身。2021年3月7日、NESTA-PFT 全米エクササイズ、スポーツ協会の資格を生かし、東京都国分寺市にパーソナルトレーニングジム Physical Design Worksを新規オープン。

## 経歴
高校時代からブラジリアン柔術をはじめ、パラエストラ川越に所属。1年で全日本新人選手権・青帯レーヴィ（67.0kg〜72.9kg級）で優勝。アダルト（18歳 - 29歳）青帯チコ（61.0kg〜66.9kg階級）のアジア王者となる。のちにパラエストラ八王子移籍。2015年現在、柔術は茶帯。

### 総合格闘技
2009年9月23日、埼玉県・新座市民総合体育館 第2武道場で行われた「第7回関東修斗グラップリングオープントーナメント」において、柔術着を着たジャケット・ミドル級エキスパートクラスで優勝したほか、柔術着なしで行われるネイキッド・ミドル級アドバンスクラスでも優勝。
2010年2月5日、新宿FACEで行われたDEEP Xにおける対堀内信人戦でプロデビュー。6月にパンクラス初参戦を果たす。
2011年8月には第17回ネオブラッドトーナメント・ライト級で準優勝を飾る。
2016年7月4日、東京・台東リバーサイドスポーツセンター第一競技場で行われたブラジリアン柔術オープントーナメント大会「コパブルテリア2015」で優勝。約6年ぶりの柔術大会出場であったが、オール一本勝ちであった。2018年4月開催の「SJJJF SPRING OPEN」でも優勝。

### プロレス
もともとプロレス好きであったが、2014年6月21日に行われたDDTプロレスリング「ハードヒット〜超進化〜」大会におけるスーパータイガー戦で初参戦。3分30秒 K.O負けも、ハードヒットルールの中、柔術技デラヒーバでバックを奪い大会を盛り上げ、以降ハードヒットの準レギュラー選手となる。
8月23日、「ハードヒット〜G-generation〜」においてグラップリングルールで全日本プロレス・青木篤志と対戦。
2014年には全日本プロレス・Jr. TAG BATTLE OF GLORYに出場する青木篤志&佐藤光留組を柔術特訓のもと、指導している。
2015年1月18日、シアタープロレス鎌倉花鳥風月旗揚げ戦に参戦。試合後、プロデューサーの勝村周一朗に誘われる形で、プロレスにおける活動が「シアタープロレス花鳥風月」所属となる。
2016年2月15日、「シアタープロレス鎌倉花鳥風月第2章」に出場。HAMATANI、中川達彦、篠宮敏久を下し、第1回花鳥風月総合格闘技「月闘〜Getto〜」トーナメント優勝。
5月9日、船橋オートレース場で開催された「船橋ボンバイエ2015」において、平直行と対戦。
9月5日、千葉・Blue Fieldで行われたハードヒット主催、第2回NEXT CONTENDERS 1DAY Tournamentに出場。那須晃太郎、山本裕次郎、服部健太を破り優勝。こちらもオール一本勝ちであった。
10月9日、VKF・新木場1stRING大会にてGENTAROとシングルマッチで対戦。
11月8日、プロレスリングFREEDOMS・いわき市平体育館大会でジ・ウインガーと対戦。
2月14日、花鳥風月・東京タワー大会で伊藤崇文&岡田剛史組戦（パートナーは進祐哉）。
2月28日、ハードヒット・千葉大会で藤原喜明&青柳優馬組戦（パートナーは和田拓也）。このカードは佐藤光留いわく「第2回NEXT CONTENDERS 1DAY Tournament優勝のご褒美」だという。
7月30日、ハードヒット・千葉大会で田中稔と対戦。「中量級の素晴らしい選手発見」とのコメントが寄せられた。
2016年10月2日、「ハードヒット〜Best of super grapplers」にて崔領二と対戦。
12月29日、「ハードヒット～月になった男たちin新宿」 で鈴木秀樹と対戦。人間風車固めに敗れる。
2017年3月25日、「ニコプロ presents ハードヒット〜湾岸MOON RISE」で全日本プロレスのジェイク・リーと対戦。
4月27日、リアルジャパン・後楽園ホール大会でスーパーライダーと対戦。6月29日、リアルジャパン・後楽園ホール大会で、ウルティモ・ドラゴン＆倉島信行と組み、タカ・クノウ＆小笠原和彦＆青木篤志組と対戦。7月16日、ハードヒット・新木場大会で藤原喜明＆和田拓也組に敗北（パートナーは岩本煌史）。7月24日、アントニオ猪木プロデュース「ISM」後楽園大会では鈴木秀樹と組み、スコット・ノートン&佐藤光留組と対戦。
8月31日付けでシアタープロレス花鳥風月を退団しフリーランスとなる。9月9日、横浜大会より佐藤光留、和田拓也と組み、全日本プロレスに初参戦。11月3日、全日本プロレス・千葉大会で初のメインイベントを担当した。
2018年10月28日、ニコプロpresentsハードヒット「君の寝技に恋してる」で行われた第1回「THE IRON WRESTLER TOURNAMENT」でのりお（＝ロッキー川村）を下したが、決勝戦で和田拓也に敗れトーナメント準優勝。
2020年8月29日、富士通スタジアム川崎で行われたKING OF HardHit1回戦で岡田剛史に勝利するも、12月27日、新木場で行われたKING of HARD HIT tournament準決勝で和田拓也に敗戦。
2021年3月7日、ジムを独立し、東京・国分寺市にパーソナルトレーニングジム Physical Design Worksをオープン。
2021年5月2日に行われたニコプロpresentsハードヒット「My name is HARD HIT」では前口太尊と対戦し、辛くもTKO勝利。

## 戦績

### 総合格闘技
| 総合格闘技 戦績 | 総合格闘技 戦績 | 総合格闘技 戦績 | 総合格闘技 戦績 | 総合格闘技 戦績 | 総合格闘技 戦績 | 総合格闘技 戦績 |
| --------------- | --------------- | --------------- | --------------- | --------------- | --------------- | --------------- |
| 11 試合         | (T)KO           | 一本            | 判定            | その他          | 引き分け        | 無効試合        |
| 6 勝            | 1               | 2               | 3               | 0               | 0               | 0               |
| 5 敗            | 3               | 1               | 1               | 0               | 0               | 0               |

| 勝敗 | 対戦相手   | 試合結果                                           | 大会名                                                                           | 開催年月日     |
| ○    | 上山知暁   | 1R 1:44 TKO(レフェリーストップ)/三角絞め           | PANCRASE250                                                                      | 2013年07月28日 |
| ○    | BG         | 5分2R終了 判定3-0                                  | (株)リョウ エンタープライズpresents 坂口道場×パンクラス合同興行                  | 2013年04月21日 |
| ○    | 近藤孝太   | 1R 1:44 チョークスリーパー                         | PANCRASE244                                                                      | 2013年01月12日 |
| ×    | 須貝幸市   | 1R 1:10 TKO(レフェリーストップ)/グラウンドのパンチ | PANCRASE 2012 PROGRESS TOUR 第18回ネオブラッド・トーナメント準決勝戦             | 2012年7月01日  |
| ○    | 渡慶次幸平 | 5分2R終了 判定3-0                                  | PANCRASE 2012 PROGRESS TOUR 第18回ネオブラッド・トーナメント1回戦                | 2012年5月20日  |
| ×    | 宮崎直人   | 1R 2:40 KO/グラウンドのパンチ                      | PANCRASE 2012 PROGRESS TOUR                                                      | 2012年03月11日 |
| ×    | 田中達憲   | 1R終了 4:03 チョークスリーパー                     | PANCRASE 2011 IMPRESSIVE TOUR                                                    | 2011年11月27日 |
| ×    | 咲田ケイジ | 5分2R終了 判定0-3                                  | PANCRASE 2011 IMPRESSIVE TOUR 第17回ネオブラッド・トーナメント・ライト級決勝戦   | 2011年08月07日 |
| ○    | 冨樫良介   | 5分2R終了 判定3-0                                  | PANCRASE 2011 IMPRESSIVE TOUR 第17回ネオブラッド・トーナメント・ライト級準決勝戦 | 2011年06月05日 |
| ○    | 柏原崇     | 2R 2:54 チョークスリーパー                         | Swat! 39                                                                         | 2010年12月26日 |
| ×    | 高橋憲次郎 | 2R 1:54 TKO                                        | clubDeep Hachioji 2                                                              | 2010年08月1日  |

## 入場曲
- Levels（Avicii）[31]

## 獲得タイトル
- 第17回ネオブラッドトーナメントライト級準優勝
- 第1回花鳥風月総合格闘技「月闘〜Getto〜」トーナメント優勝
- コパブルテリア2015アダルト紫帯ミドル級優勝
- 第2回NEXT CONTENDERS 1DAY Tournament優勝

## エピソード
- 横浜DeNAベイスターズのファン。ベイスターズの青いヘルメットを着用して入場したり、2016年の誕生日後には帽子から足もとまで大洋ホエールズのユニフォームでジムにいた[32]。
- 好きな有名人は吉岡里帆[33]。